# Одрадна Балка
Одрадна Ба́лка — село Березівської міської громади у Березівському районі Одеської області в Україні. Населення становить 25 осіб.

## Історія
Під час організованого радянською владою Голодомору 1932—1933 років померло щонайменше 6 жителів села.

## Населення
Згідно з переписом 1989 року населення села становило 23 особи, з яких 11 чоловіків та 12 жінок.
За переписом населення 2001 року в селі мешкало 25 осіб.

### Мова
Розподіл населення за рідною мовою за даними перепису 2001 року:
| Мова       | Чисельність | Відсоток |
| ---------- | ----------- | -------- |
| українська | 21          | 84%      |
| румунська  | 3           | 12%      |
| російська  | 1           | 4%       |
| Усього     | 25          | 100%     |